# Första kongressen för intellektuella för försvar av freden

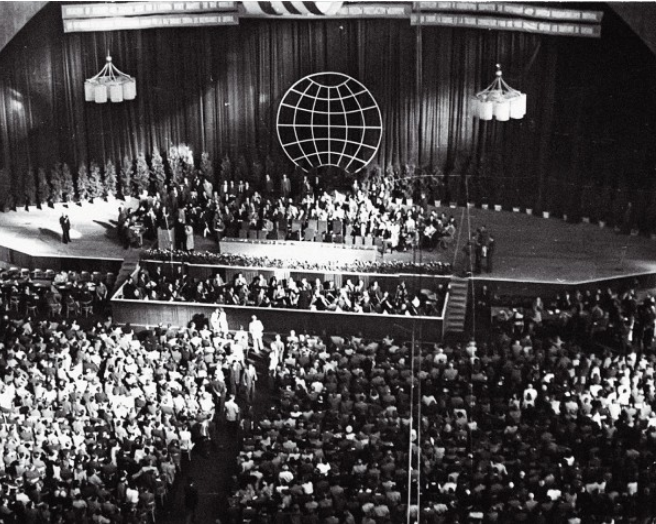
Fotografi från kongressen, 1948.

Första världskongressen för intellektuella för fred (franska: Le Congrès mondial des intellectuels pour la paix; engelska: International Congress of Intellectuals in Defence of Peace; polska: Światowy Kongres Intelektualistów w Obronie Pokoju) hölls i Wrocław i Polen 25–28 augusti 1948 med 400 delegater från 46 länder.
Kongressens officiella målsättning var att samla världens intellektuella i arbetet för fred, och motverka den tilltagande spänningen mellan Sovjetunionen och de västallierade. Det ursprungligen polsk-franska initiativet togs väl emot av ett stort antal inflytelserika namn från alla läger, och förhoppningarna var stora om att kongressen skulle bli en stor framgång. Kongressen fick en imponerande anslutning bland den tidens ledande intellektuella.
Det visade sig emellertid att kongressen i praktiken var avsedd som ett sovjetiskt propagandainstrument. Tumult utbröt när generalsekreteraren i det sovjetiska författarförbundet Alexander Fadejev gick till mycket hårt angrepp mot sina västliga kolleger och den moderna västerländska kulturen, och bland annat fällde följande omdöme om författare som T. S. Eliot, Eugene O'Neill, John Dos Passos, Jean-Paul Sartre och André Malraux: "Om hyenor kunde skriva maskin och schakaler kunde använda reservoarpennor skulle de skriva sådana saker." Uttalandet fick Julian Huxley att lämna sammankomsten i protest.
Den i övriga sammanhang mycket sovjetvänlige historikern A.J.P. Taylor framförde ett indignerat protesttal som skapade upprorsstämning bland de prosovjetiska deltagarna. I sitt tal anklagade Taylor kongressen (och även östblocket) för att bedriva samma sorts krigshets som de påstod att USA och de västallierade gjorde, och uppmanade deltagarna att istället för att underblåsa spänningarna mellan blocken "leda folken på båda sidor till besinning". Taylor uttryckte bestörtning över vad han såg på kongressen, "här kallas det amerikansk fascism, och där kallas det sovjetisk bolsjevism". Talet, som direktsändes i polsk radio och även återgavs via högtalare på Wrocławs gator, möttes med ovationer av de icke-kommunistiska delegaterna. Händelserna fick den polska säkerhetstjänstens ledare Jakub Berman att kontakta Kreml för vidare instruktioner.
Under kongressen lästes också uttalanden från George Bernard Shaw och Albert Einstein upp. Enligt Einstein hade arrangörerna förvrängt innehållet i ett tidigare brev, och Shaw förnekade att han över huvud taget skickat ett uttalande. De sovjettrogna delegaterna lyckades få församlingen att med 337 av 357 röster anta en resolution där de västallierade anklagades för krigshets. Resolutionen fördömde "krigsförberedelser av några få giriga profitörer i Europa och Amerika som har anammat [...] från fascismen idéer för rasistisk överlägsenhet". Kongressens bestående effekt blev att spänningarna mellan öst och väst spreds även till kulturens och vetenskapens områden.
En liknande kongress hölls 1949 i Paris och Prag (det senare eftersom de sovjetiska delegaterna inte fick franskt visum). I samband med den kongressen bildades den internationella sovjetkontrollerade fredsorganisationen Världsfredsrådet, där Svenska Fredskommittén var medlemsorganisation.